# Sos mi vida
Sos mi vida è una telecomedia argentina, prodotta da Pol-ka Producciones e trasmessa da Canal 13.
La prima trasmissione originaria avviene il 16 gennaio 2006 per concludersi, per un totale di 231 episodi, il 9 gennaio 2007. Durante la sua programmazione ha raggiunto una media complessiva di 26.9 punti di rating. In principio viene messa in onda dal lunedì al venerdì alle ore 21, ma la direzione del canale ha più volte cambiato la locazione dell'orario. Gli sceneggiatori sono Ernesto Korovsky e Sebastián Parrotta. Inoltre, viene trasmesso in vari altri paesi e ha vinto un totale di quattro premi Martín Fierro e tre Clarín.
Il programma si basa sulla storia d'amore tra i due personaggi principali, uno interpretato da Facundo Arana (Martín, un impresario) e una interpretata da Natalia Oreiro (Esperanza, una donna di origini umili) interagendo fra di loro (e non solo) in modo umoristico, concentrandosi anche su come i benestanti si rapportino con i meno agiati e viceversa. Nella parte di antagonisti principali, si trova Carla Peterson e Carlos Belloso.

## Premessa
La telecomedia è stata prodotta da Pol-ka Producciones e parte da una premessa di Adrián Suar e, come consuetudine per la casa di produzione, è stata formulata sei mesi prima della messa in onda. L'idea iniziale prevedeva un uomo ricco, dirigente di un'impresa che si innamora di una ragazza povera che cerca lavoro nella sua azienda. Suar inizia a discutere l'idea con i suoi collaboratori Javier Blanco e Tevah, con i quali decide i dettagli tecnici della trama. Nello stesso periodo, è stato deciso di affidare la sceneggiatura a Ernesto Korovsky e Sebastián Parrotta, già autori di Gasoleros, El sodero de mi vida, Hombres de honor e Padre Coraje. La regia è a carico di Daniel De Felippo e Rodolfo Antúnez, mentre la produzione spetta a César Markus González. La maggior parte delle registrazioni sono avvenute negli studi Pol-ka di nome "Colegiales", con anche scene all'esterno.
La serie riunisce Facundo Arana e Natalia Oreiro nei ruoli da protagonisti, i quali avevano già lavorato insieme nel set di Muñeca brava. Il legame professionale tra i due era talmente forte che Arana scelse spontaneamente di partecipare alla serie russa A ritmo de tango con protagonista la Oreiro. Entrambi gli attori chiesero di prendere parte allo sceneggiato assieme, infatti, il disegno del programma è stato deciso solo successivamente, confermando dapprima i due loro ruoli principali. In una conferenza, la Oreiro spiega:

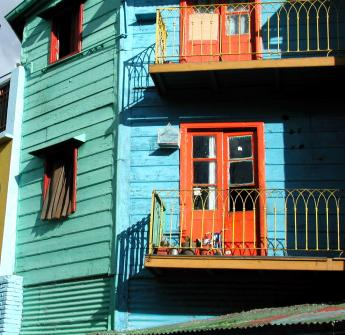
Stile architettonico delle case del barrio di La Boca, simile al progetto utilizzato per la costruzione del disegno del Conventillo

Come nella già citata Muñeca Brava, Sos mi vida contrappone una coppia formata da un ricco pretendente e una ragazza povera, ma a differenza del primo serial TV non si concentra in un unico contesto narrativo, ma nei vari luoghi caratteristici dei personaggi.
Per il lato di Natalia Oreiro si realizza un contesto di caratteri meno agiati. Il suo personaggio si chiama Esperanza Muñoz (soprannominata "La Monita") ed è un pugile; ispirata alla cantante argentina Gilda. Vive nel quartiere di La Boca, insieme ad altri personaggi, tra cui la madre adottiva, Nieves (Dalma Milebo) e il ragazzo di tutta la sua vita di nome Enrique Ferreti (Carlos Belloso), figlio naturale di Nieves e soprannominato "Quique". Gli sceneggiatori hanno scritto solamente in generale come doveva essere la personalità di quest'ultimo ruolo, ma i dettagli (in particolar modo per la relazione con Monita, a metà tra il corteggiamento e la fratellanza, e il complesso edipico con la mamma) sono stati definiti dallo stesso Belloso. Inoltre, ci sono anche i suoi migliori amici, l'attrice Nilda Yadhur (Mónica Ayos), conosciuta come "La Turca" e la paraguaiana Kimberly (Fabiana García Lago). Un altro sito collegato a questi personaggi è la palestra dove la protagonista si allena e dove "Quique" è conosciuto per il suo catch wrestling, sport che pratica rappresentato ad un personaggio di nome "Comandante Rayo". In questo luogo si incontrano anche personaggi come Montaña, Carozo o l'allenatore Don César, i quali ruoli non vanno oltre gli interpreti di supporto.
Con Facundo Arana viene stabilito un contesto di personaggi con una situazione economica favorevole, sebbene la maggior parte non è propriamente benestante. Il personaggio di Arana è Martín Quesada, un impresario e pilota di Formula 1, anche se non viene presentato come egoista o avido come solitamente vengono rappresentati i personaggi ricchi in un serial TV. I due ambienti in cui si sviluppano le vicende di Martín sono: l'officina del "Gruppo Quesada", del quale è presidente e la sua casa. Nell'ufficio appaiono i personaggi di Alfredo Uribe (Alejandro Awada), suo principale consigliere, la segretaria Mercedes (Claudia Fontán) e il cugino del protagonista, ossia Miguel (Marcelo Mazzarello) che è anche vicepresidente dell'azienda. Con il passare delle puntate, entra Félix Pérez Garmendia (Pablo Cedrón). Altri personaggi correlati a Martín, ma non alla sua società sono: la sua fidanzata Constanza Insúa (Carla Peterson) e sua cugina Debora (detta "Debbie", interpretata da Griselda Siciliani). Nella casa di Martín vivono la governante di nome Rosa (Adela Gleijer), il nipote Tony (Nicolás D'Agostino) e tre fratelli orfani adottati dal protagonista: José, Laura e Coqui (rispettivamente Elías Viñoles, Thelma Fardin e Ornella Fazio). Altro luogo ricorrente che verrà successivamente presentato è il dipartimento di Debbie e Miguel. Non sono stati ricreati le scenografie delle case di Alfredo, Mercedes, Falucho e Constanza.

### Relazione tra i personaggi
La maggior parte delle situazioni rappresentate nel programma si basano sulla differenza tra ricchi e poveri e come uno affronta gli usi e costumi dell'altro. Rispetto a Muñeca Brava, dove venivano trattati più o meno le stesse tematiche, in Sos mi vida l'approccio è meno drammatico e più umoristico, tanto da essere considerata una telecomedia e non una telenovela.
Enrique Ferreti ha una relazione amorosa segreta insieme a Constanza, nella quale si evidenziano le differenze economiche e sociali tra i due. I figli adottivi del protagonista, nonostante non abbiano una relazione preventiva con il mondo di "La Monita", provengono da origini povere e affrontano un cambiamento radicale nello stile di vita.
La relazione amorosa tra i due protagonisti non è l'unica dello sceneggiato, poiché anche tra alcuni personaggi secondari nascono storie d'amore, ognuna con aspetti propri. La coppia principale si caratterizza, oltre per le differenze sociali, per il contrastare una donna spontanea, relativamente ignorante e capace di essere simpatica o violenta a seconda della situazione, con un uomo gentile, apparentemente formale ed educato. La storia d'amore tra Quique e Constanza si basa su insinuazioni di tipo sessuale, espliciti solo nel caso del maschio. Invece, Rolando Martínez finge di essere fidanzato con Debbie per ferire Martín o per prenderle denaro, finché Debbie non si rende conto della situazione. Nella relazione tra Alfredo e Mercedes contrasta la grande spontaneità di lei con il carattere riservato dell'uomo. Tony e Laura vivono un romanzo adolescenziale, mentre José e "La Turca" portano avanti la differenza di età fra i due.

## Trama
Martín Quesada è un ex pilota di auto da corsa che ora gestisce l'azienda di famiglia. Martín è una persona molto gentile, e dopo la morte della sua famiglia e della moglie, si sente inutile. Dopo un po' di tempo trascorso all'estero, torna nella sua azienda. Ritornato dal suo viaggio, è alla ricerca di un'assistente personale e la trova in Monita, una pugile che a causa di un infortunio alla mano ha dovuto rinunciare alla carriera sportiva ed è alla ricerca di un posto di lavoro. Monita, inizialmente, nasconde la sua attività di pugile e il fidanzamento con Quique.
Martín sostiene con opere di beneficenza un orfanotrofio, dove incontra tre fratelli, José, Laura e Coqui che stanno per essere dati in adozione a famiglie diverse. L'affetto che lega i ragazzi intenerisce Martín, il quale riesce ad ottenere dal tribunale l'affidamento temporaneo dei ragazzi. La loro adozione sarà possibile solamente nel caso in cui Martin si sposi: nel frattempo la perfida fidanzata di Martin, Constanza, riesce ad ottenere dal giudice l'affidamento dei ragazzi. Martín, innamorato di Monita, per non perdere i ragazzi cede al ricatto di Constanza la quale, sotto la minaccia di allontanarlo per sempre dai tre fratelli, si fa sposare. Nonostante ciò, il legame tra Martin e Monita, malgrado gli inganni e le minacce di Constanza, si rivelerà ancora molto intenso.

## Episodi
Nell'unica stagione prodotta la sigla d'apertura è Corazón Valiente cantata per l'occasione da Natalia Oreiro e con gli arrangiamenti di Toti Giménez, vedovo della cantante Gilda, interprete originaria della canzone. La Oreiro è considerata una seguace di Gilda e questo sipario musicale è dedicato ai dieci anni dalla sua morte. In una intervista la Oreiro ricorda come aveva già usato alcune canzoni di Gilda per Muñeca brava, affermando che la stessa canzone l'aveva provata qualche tempo precedente con Leo García, ricevendo l'apprezzamento di Suar.
| Stagione       | Episodi | Prima TV Argentina |
| -------------- | ------- | ------------------ |
| Prima stagione | 231     | 2006-2007          |

## Personaggi e interpreti

### Personaggi principali
- Esperanza Muñoz/La Monita, interpretata da Natalia Oreiro.
 Pugile professionista. Vive in un convento di La Boca ed entra nel gruppo dell'impresa Quesada, innamorandosi del proprietario.
- Martín Quesada, interpretato da Facundo Arana.
 Presidente del Gruppo Queasada, uomo di successo vedovo che cerca di ricostruire la propria famiglia.

### Del Conventillo
- Enrique Ferreti/Quique, interpretato da Carlos Belloso.
 Fidanzato di "La Monita" e amante di Constanza; spensierato, incolto e poco lavoratore.
- Nilda Yadhur/La Turqa, interpretata da Mónica Ayos.
 Attrice di poco successo e amica di "La Monita". Ha una relazione con José.
- Kimberly, interpretata da Fabiana García Lago.
 Addetta alle pulizie per l'impresa di Quesada e amica di "La Monita".
- Nieves, interpretata da Dalma Milebo.
 Mamma di Quique e madre adottiva di "La Monita".

### La famiglia Quesada
- Constanza Insúa, interpretata da Carla Peterson.
 Fidanzata ufficiale di Martín Quesada, donna superficiale e manipolatrice.
- Miguel Quesada, interpretato da Marcelo Mazzarello.
 Cugino di Martín Quesada con cui vive.
- Débora Quesada/Debbie, interpretata da Griselda Siciliani.
 Cugina di Martín Quesada, donna ingenua e infantile.
- José Fernández, interpretato da Elías Viñoles.
 Il maggiore dei tre fratelli adottati da Martín Quesada.
- Laura Fernández, interpretata da Thelma Fardin.
 Figlia adottiva di Martín Quesada. Ha 14 anni ed è innamorata di Pablo, suo docente di 19 anni.
- Ana Fernández, interpretata da Ornella Fazio.
 Figlia adottiva di Martín Quesada. Ha 6 anni.
- Rosa, interpretata da Adela Gleijer.
 Governante della casa di Martín Quesada, in cui vive.
- Tony, interpretato da Nicolás D'Agostino.
 Nipote di Rosa, con cui vive.

Nota: L'adozione dei tre fratelli Ana, Laura e José avviene durante il programma e solo dopo acquisiscono anche il cognome del padre adottivo, diventando "Fernández Quesada".

### L'impresa
- Alfredo Uribe, interpretato da Alejandro Awada.
Agente e amico-consigliere di Martín Quesada e per il suo gruppo.
- Mercedes, interpretata da Claudia Fontán.
Segretaria del Gruppo Queasada.
- Félix Pérez Garmendia/Falucho, interpretato da Pablo Cedrón.
 Avvocato del Gruppo Queasada. Organizza complotti insieme a Miguel e Constanza.

### Altri personaggi
- Isabel Muñoz, interpretata da Patrice Palmer.
 Madre biologica di "La Monita".
- Víctor Sambrano, interpretato da Pablo Alarcón.
 Padre biologico di "La Monita".
- Beatriz Uribe, interpretata da Ana Acosta.
 Moglie di Alfredo, con cui sta per divorziare.
- Rolando Martínez, interpretato da Mike Amigorena.
 Automobilista di Formula 1, nemico di Martín.
- La Rubia, interpretata da Belén Caccia.
 La ragazza che distrae i pugili.
- Jerónimo, interpretato da Michel Noher.
 Ha 20 anni, fidanzato di circostanza di Laura.
- Montaña, interpretato da Luis Acuña.
 Pugile della stessa struttura di Quique ed Esperanza.
- El Tano, interpretato da Marcelo Savignone.
 Meccanico di Martín Quesada.

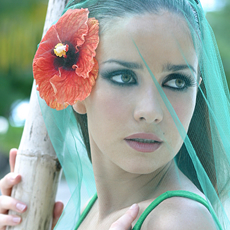
Natalia Oreiro interpreta Esperanza Muñoz/La Monita
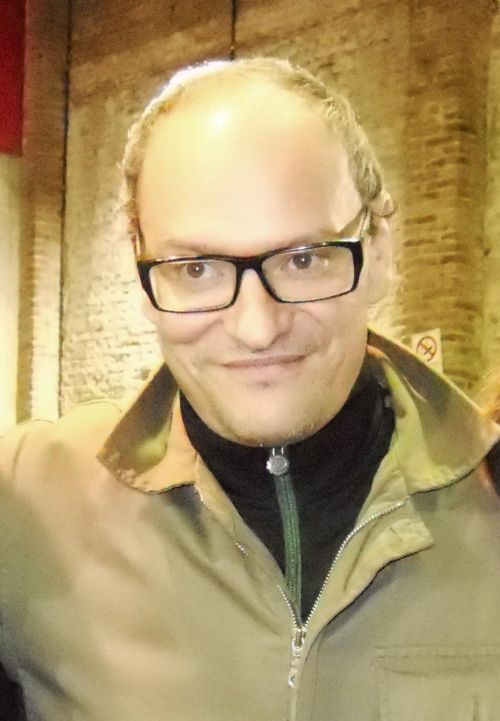
Carlos Belloso interpreta Enrique Ferreti/Quique
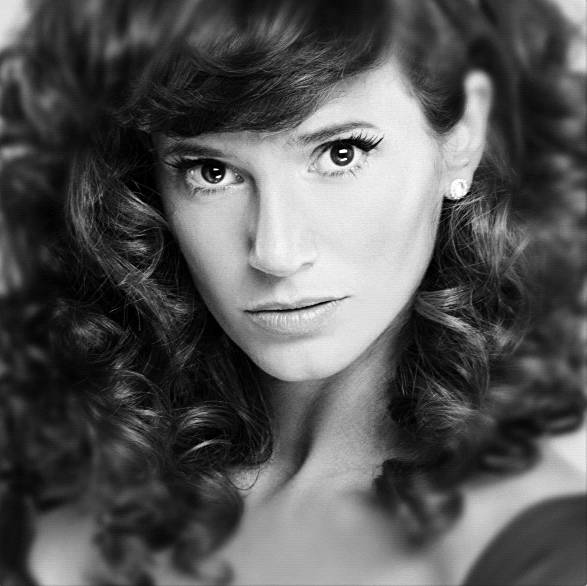
Griselda Siciliani interpreta Débora Quesada
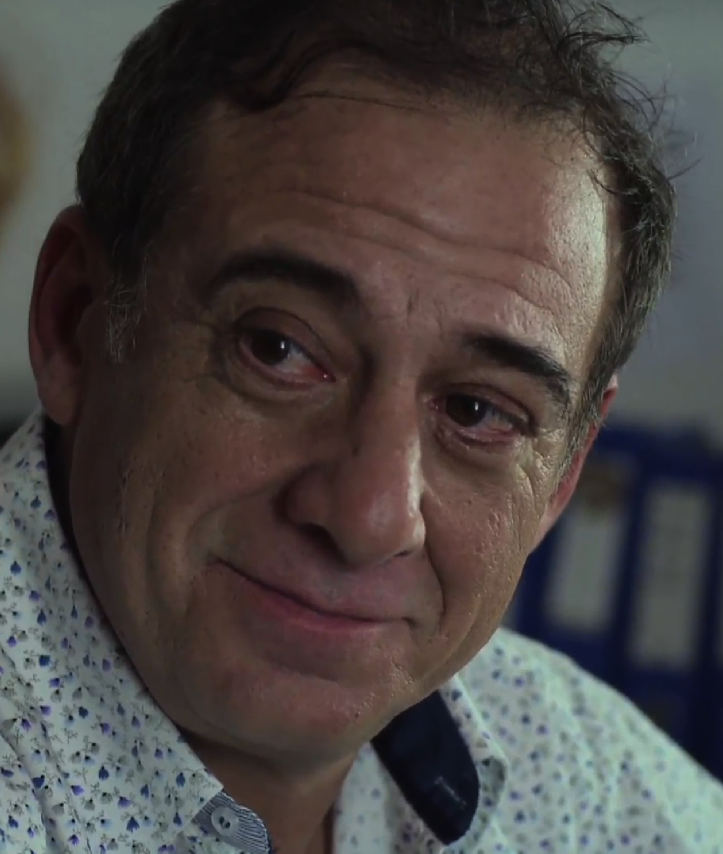
Alejandro Awada interpreta Alfredo Uribe
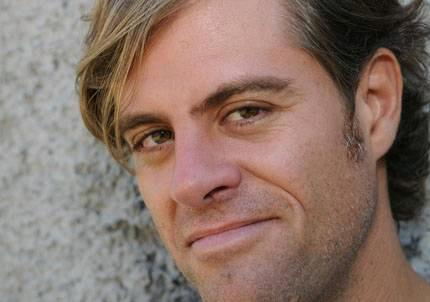
Mike Amigorena interpreta Rolando Martínez
Belén Caccia (foto del 1979) interpreta La Rubia
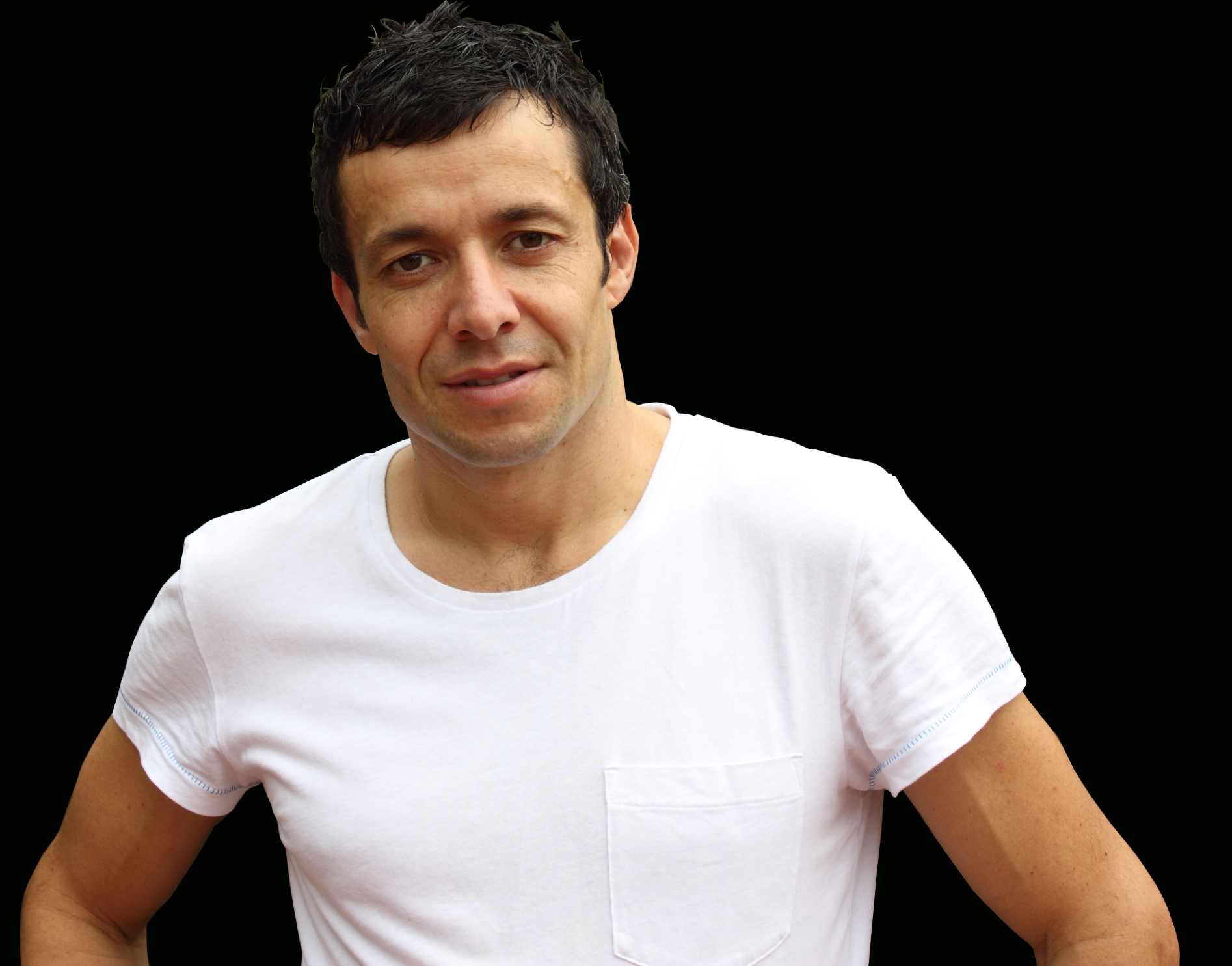
Marcelo Savignone interpreta El Tano

## Produzione

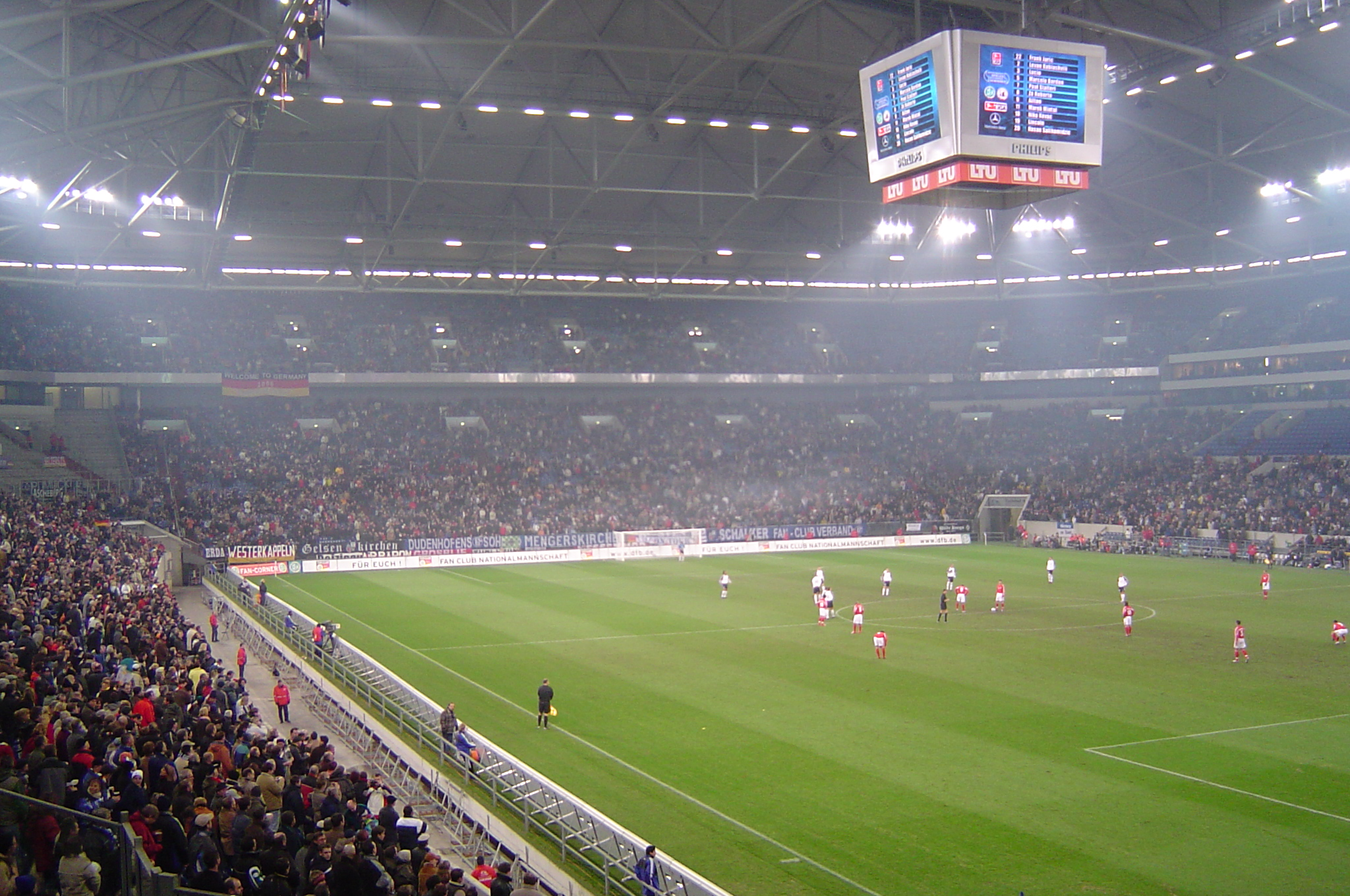
La Veltins-Arena in Germania nel quale si è registrato un episodio del programma.

La regia del programma è affidata a Daniel De Felippo e Rodolfo Antúnez e la produzione è a carico di César Markus González. I luoghi della narrazione sono gli studi Pol-ka Producciones nella sede di Colegiales.
Un aspetto del programma che è stato apprezzato dalla critica è che, nonostante il successo dello sceneggiato, si sono creati alcune misure creative o di produzione considerate rischiose che poi si sono rivelate favorevoli. Per esempio, la scelta dello sport automobilistico del protagonista implicò la creazione di una grande infrastruttura per le corse, dovendo filmare anche in posti lontani da Buenos Aires. Tra questi luoghi fu proprio la Germania dove si stavano per svolgere i Campionati mondiali di calcio 2006. Qui, Facundo Arana e Natalia Oreiro erano al Veltins-Arena, interpretando i loro personaggi, durante la partita Argentina contro Serbia e Montenegro. L'episodio corrispondente viene trasmesso il 20 giugno 2006 con 31.5 punti di rating. Altre scene girate all'aperto includono una visita di Martín, La Monita e Constanza a Las Leñas e una in cui si simula l'incidente aereo dei due protagonisti nella giungla. Quest'ultimo ha previsto riprese nel Parco Pereyra Iraola e scene ambientate in un parco del Partido di Morón appartenente alla Fuerza Aérea Argentina.

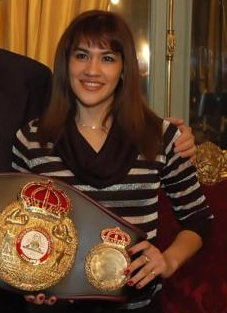
Marcela Acuña ha combattuto due volte con Natalia Oreiro.

Per rendere ancora più realistico il programma, Natalia Oreiro è stata addestrata regolarmente come pugile dalla professionista Marcela Acuña e suo allenatore Ramón Chaparro, mentre Arana dal pilota Alberto Di Giorgio. All'attrice è stato insegnato come stare sul ring e le principali mosse, così come ha imparato esercizi di aerobica e muscoli. La Acuña ha evidenziato come la sua "allieva" è riuscita ad imparare in poco tempo le basi di questo sport, molto più velocemente rispetto ai principianti che si apprestano a questa attività fisica. Tuttavia, a tali fini la Oreiro ha dovuto lasciare la sua dieta vegetariana.
Una scena che ha avuto luogo in un Piper PA-38 Tomahawk, in cui si è dovuto operare un atterraggio di emergenza è stata anche una decisione difficile, in quanto Arana e Oreiro non usarono stuntman per questa situazione. Questa scena, la prima in una striscia quotidiana televisiva argentina, ha coinvolto il lavoro di un team di cinque persone, quattro piloti professionisti, cinque specialisti in effetti speciali e due aerei aggiuntivi per registrare l'aereo pilotato da Facundo Arana. A questo proposito lo stesso Arana ha commentato:

### Attori invitati
Ci sono alcuni attori ed attrici che entrano nella storia ed interpretano il loro personaggio solo per qualche episodio con un ruolo di supporto. Alcuni interpretano la parte di sé stessi come i cantanti Chayanne, Ricky Martin e Julieta Venegas (da notare che la canzone Tu nombre è interpretata dalla stessa Venegas e Coti e trasmessa in varie scene del programma). Inoltre, appare come sé stessa la pugile professionista Marcela Acuña, che ha allenato la Oreiro, ma con un ruolo marginale in sole due occasioni: la prima in una gara finita in pareggio, mentre nella seconda per una negoziazione per il boxe.
La partecipazione di Leticia Brédice ha fatto sì di ricevere una candidatura al Premio Martín Fierro come miglior partecipazione speciale in fiction, vinto poi dall'attrice Nora Cárpena. Altri attori come Reina Reech hanno dovuto rinviare la partecipazione ad altri programmi per poter prendere parte a Sos mi vida.

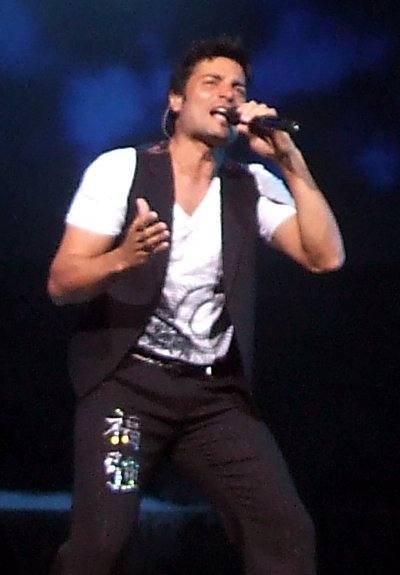
Chayanne ha fatto una partecipazione nel programma
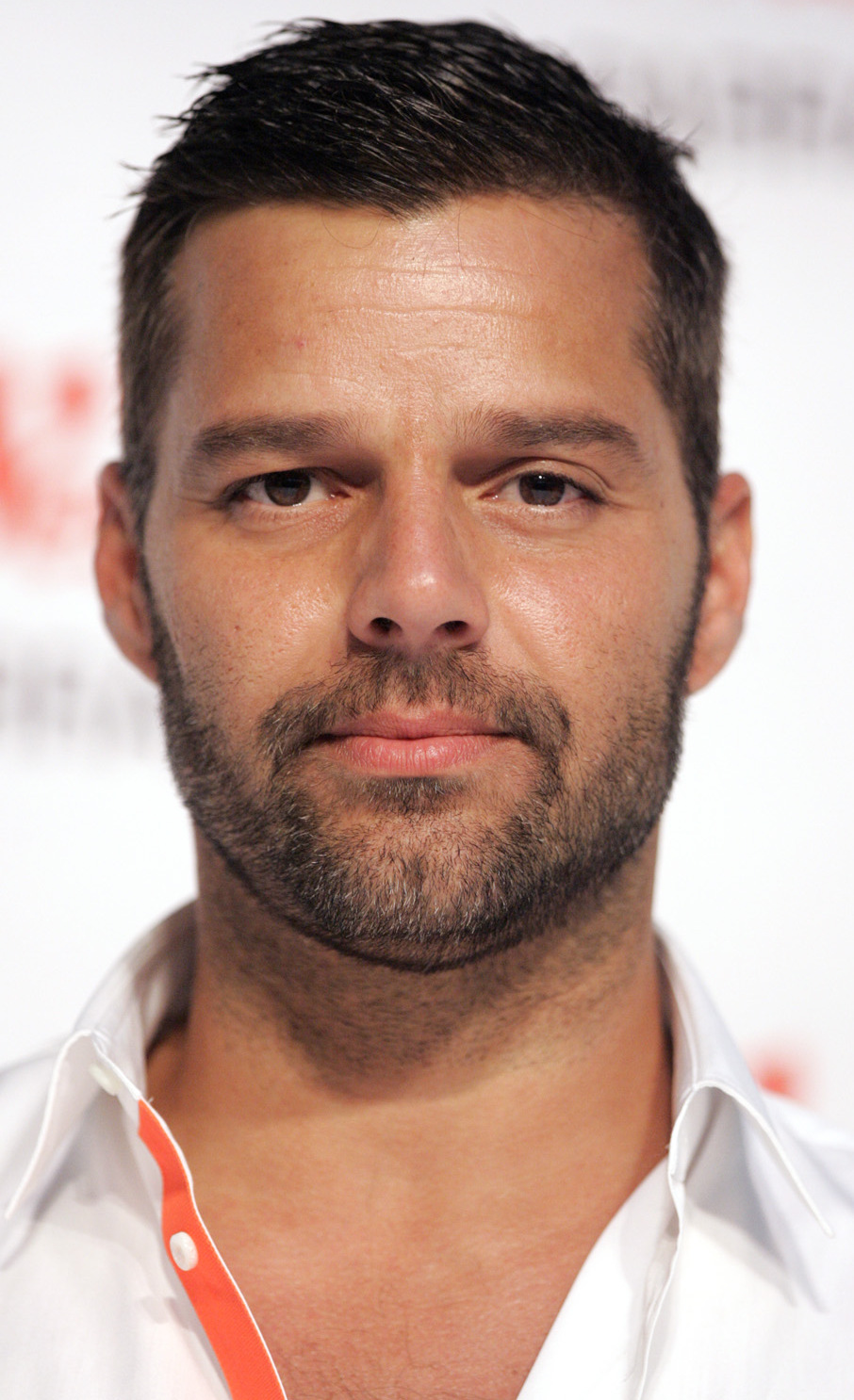
Ricky Martin ha fatto una partecipazione nel programma
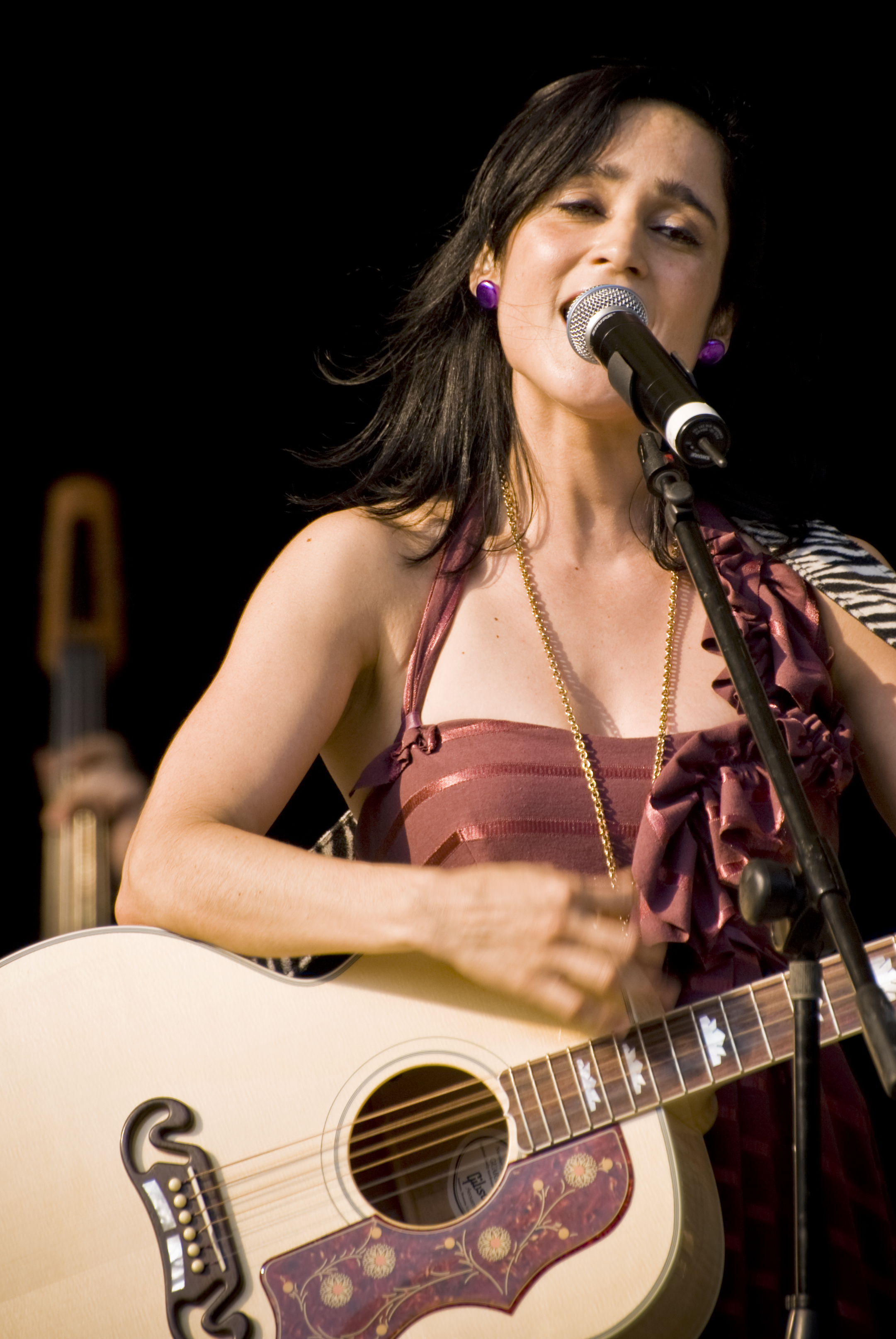
Julieta Venegas ha fatto una partecipazione nel programma
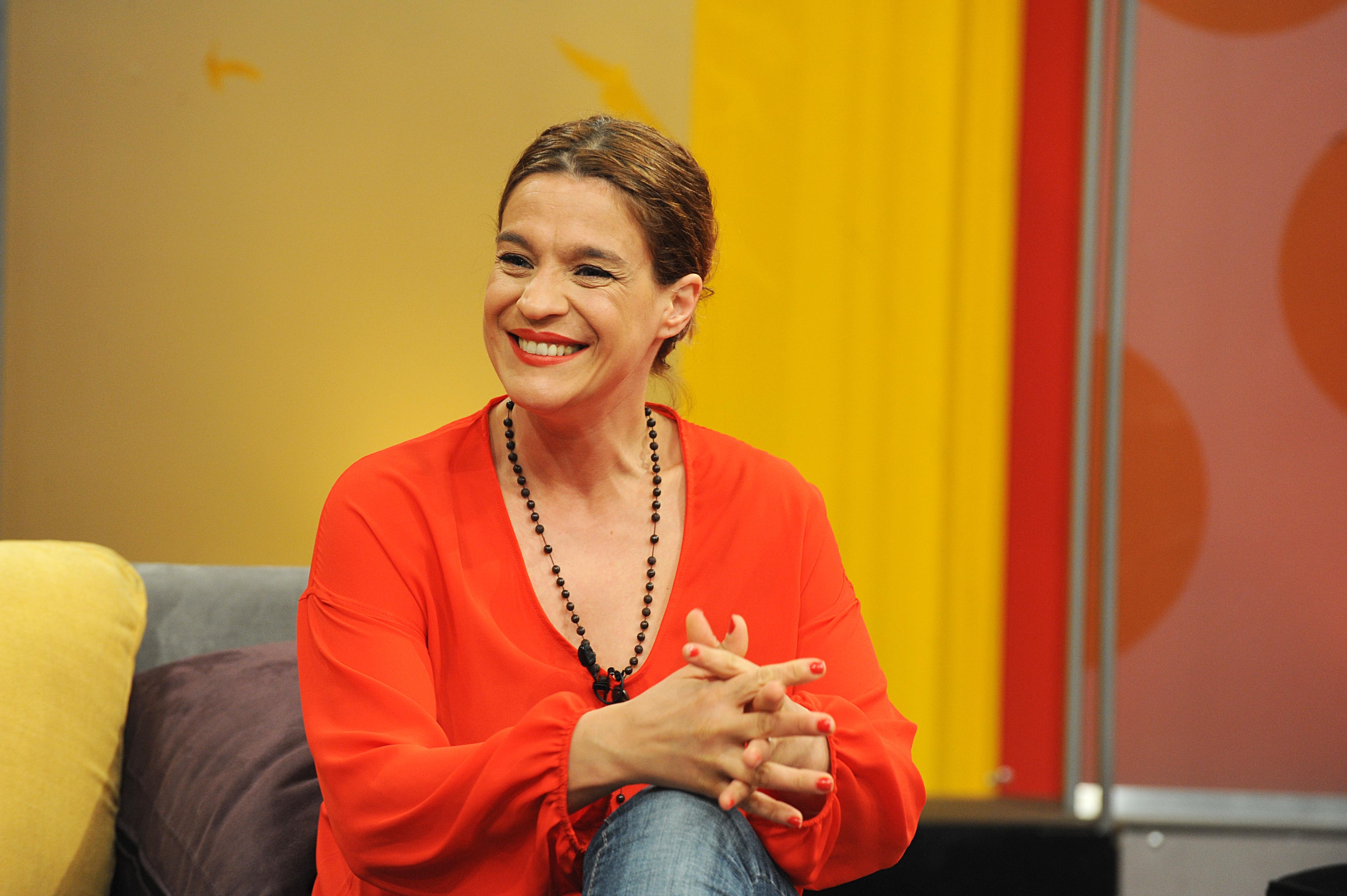
Leticia Brédice ha fatto una partecipazione nel programma

### Narrazione
Il programma è basato su una premessa originale di Adrián Suar e ha come sceneggiatori Ernesto Korovsky e Sebastián Parrotta. Alcuni attori hanno avuto idee proprie sui loro personaggi che sono stati poi integrati, tra cui quello di Quique, le cui caratteristiche principali sono state definite dall'attore Carlos Belloso.
La stampa considera il successo del programma dovuto all'insieme di situazioni che formano forme di metafiction, affermando che le stesse espandono i limiti del genere stesso. Questo si riferisce alle situazioni umoristiche che si svolgono all'interno del serial stesso che includono riferimenti alla vita degli attori o alla natura del programma. Un caso esemplificativo è quando il personaggio di Debbie va nel set del programma fittizio televisivo Sos mi muqui e combatte con l'attrice che interpreta l'antagonista del programma accusando il galante del programma anche di manipolarli tutti, tracciando un parallelismo con Sos mi vida e il personaggio di Constanza. Invece, i riferimenti agli attori stessi si verificano quando, per esempio, in situazioni in cui gli attori vivono eventi simili a ruoli interpretati in altre serie televisive; come quando Facundo Arana utilizza un abito simile a quello usato in Padre Coraje o quando Natalia Oreiro veste gli stessi costumi di quando interpretava "La Cholito" in Muñeca brava.
Un altro ricorso narrativo utilizzato riguarda l'interpretare un personaggio diverso rispetto al proprio nel corso della stessa fiction, continuando ad interpretare anche il loro ruolo. Ad esempio, Pablo Cedrón ha interpretato il fratello paraguaiano del suo personaggio Falucho, mentre Carlos Belloso interpreta una sorella perduta di Quique. Natalia Oreiro ha approfittato della sua conoscenza della lingua russa, imparata durante la sua permanenza in Russia per il programma A ritmo de tango, interpretando una principessa russa, la cui somiglianza con "La Monita" è stata definita casuale. L'interpretazione più elogiata è quella di Facundo Arana che interpreta un criminale, un ruolo completamente opposto a quello di Quesada e ad altri programmi della sua carriera. Per queste scene non sono mai stati usati effetti speciali, ma le scene sono state girate separatamente, non facendo coincidere due personaggi nello stesso momento nello schermo.
Seconda il giornale Clarín, lo sposalizio tra Martín Quesada e Constanza evidenzia l'audacia degli sceneggiatori: questo matrimonio non rispetta il fatto che si è frustrati negli ultimi momenti prima della cerimonia. Questo matrimonio coincide cronologicamente con un altro fatto della telenovela Collar de Esmeraldas. Per giustificare il successivo matrimonio tra i due protagonisti, visto anche che nella Chiesa cattolica il matrimonio è indissolubile anche con il divorzio, il matrimonio iniziale è solo civile e non religioso.

## Distribuzione
Originariamente, la serie televisiva è stata trasmessa durante il 2006 e gli inizi del 2007 dal canale argentino Canal 13, durante la prima serata. Alla fine del 2007 lo stesso canale ha ritrasmesso lo sceneggiato con due capitoli al giorno.
Sos mi vida è nel catalogo delle vendita a livello internazionale della casa di produzione Dori Media Group. Questo gruppo ha venduto il format in più di quaranta paesi, tra cui Romania, Russia, Grecia, Belgio, Turchia, Slovacchia, Repubblica Ceca, Ungheria, Messico, Cile, Paraguay, El Salvador, Uruguay, Venezuela, Porto Rico, Ecuador, Panama, Polonia, Israele, Colombia, Stati Uniti d'America.
| Paese                 | Titolo                 | Canale/i                 |
| --------------------- | ---------------------- | ------------------------ |
| Argentina             | Sos mi vida            | Canal 13 Ciudad Magazine |
| Belgio                | Martín & Monita        | Vitajia                  |
| Bosnia                | Začin života           | FTV                      |
| Costa Rica            | Sos mi vida            | Repretel                 |
| Croazia               | Začin života           | RTL Televizija           |
| Bulgaria              | Ти си моят живот       | Nova Television          |
| Grecia                | Σαρίτα είσαι η ζωή μου | Star                     |
| Israele               | חיים שלי               | Viva                     |
| Macedonia             | Ти си мојот живот      | Alsat M                  |
| Panama                | Sos mi vida            | TVN NEXtv                |
| Paraguay              | Sos mi vida            | Telefuturo               |
| Polonia               | Jesteś moim życiem     | Polsat TV4 Polsat Romans |
| Repubblica Ceca       | Jsi můj život          | Prima TV Relax           |
| Repubblica Dominicana | Sos mi vida            | Tele Antillas            |
| Romania               | SOS, viata mea!        | Acasă                    |
| Russia                | Ты - моя жизнь         | Domashny                 |
| Slovacchia            | Rany z lásky           | TV Markíza TV Doma       |
| Slovenia              | Razigrani par          | POP TV                   |
| Stati Uniti d'America | Sos mi vida            | Latele Novela Network    |
| Turchia               | Aşk Meleğim            | Kanal D                  |
| Uruguay               | Sos mi vida            | Teledoce                 |
| Ungheria              | Te vagy az életem      | RTL Klub Hálózat TV      |

### Adattamenti
Il format è stato venduto in diversi paesi:
- Messico: con il titolo di Un gancho al corazón, la telenovela è stata trasmessa dal 25 agosto 2008 dal canale Las Estrellas di Televisa. I personaggi principali sono: Mauricio Sermeño (nell'originale Martín Quesada) e Valentina López (nell'originale Esperanza Muñoz), interpretati rispettivamente da Sebastián Rulli e Danna García[50].
- Portogallo: con il titolo di Deixa-me amar ha iniziato la trasmissione nel settembre del 2007 per poi concludersi nel giugno del 2008 dal canale Televisão Independente. I personaggi principali si chiamano Martim Botelho e Lara Guerra, interpretati da Paulo Pires e Paula Lobo Antunes[51].
- Polonia: con il titolo di Prosto w serce, viene trasmessa dagli inizi del 2011 dal canale TVN. I personaggi principali si chiamano Monika e Artur, interpretati da Anna Mucha e Filip Bobek[52].

## Accoglienza

### Ascolti
Il programma è stato un successo fin dalla sua prima visione, nonostante il mese di gennaio non sia quello in cui i canali televisivi argentini presentino le nuove programmazioni più importanti. Il primo programma con cui Sos mi vida è entrato in competizione è Alma pirata, che per bassi ascolti è stata spostata di orario. La riproposizione della sitcom Casados con Hijos ha fatto sì che ci fosse uno scontro tra i due sceneggiati, in cui alcuni giorni ha la meglio uno, mentre in altri l'altro, avendo comunque una buona media entrambi. Questa situazione rimane stabile fino all'agosto, quando si conclude la seconda stagione della serie di Telefe. Alla fine della trasmissione, la telecomedia con protagonisti Arana e Oreiro è risultata la più vista della televisione argentina. La serie ha ricevuto una media di 26.8 punti di rating, primato superato dalla telenovela Valientes nel 2009 che ha raggiunto 27.3 punti.

### Premi e riconoscimenti
Il programma ha ottenuto vari premi e riconoscimenti a livello locale, in particolar modo ai premi Martín Fierro, Clarín e Fund TV. In occasione del Premio Martín Fierro dell'anno 2006 ha avuto la meglio come miglior telecomedia, superando la seconda stagione di Casados con Hijos e ¿Quién es el jefe?. Facundo Arana ha ottenuto il premio come miglior attore protagonista di commedia o programma umoristico, vinto contro Guillermo Francella, Humberto Tortonese e Nicolás Vázquez. Natalia Oreiro ha invece vinto il premio come miglior attrice protagonista di commedia o programma umoristico, battendo Florencia Peña, Nancy Duplaá, Carmen Barbieri e Andrea Bonelli. Per gli attori di reparto (o attori secondari) in commedia tre delle cinque candidature vanno ad alcuni attori del programma: Alejandro Awada, Marcelo Mazzarello e Carlos Belloso, il quale risulta vincitore. La terna omonima, ma riservata alle attrici, ha avuto tre nomination da alcune donne della telecomedia: Carla Peterson, Mónica Ayos e Claudia Fontán, ma la vincitrice è Erika Rivas di Casados con Hijos. Altre mere candidature sono state quella di Leticia Brédice come miglior partecipazione speciale e quella per il miglior tema musicale. Arana e Oreiro sono stati candidati nelle stesse categorie l'anno successivo, motivo per cui è stata criticata l'organizzatrice del premio, la Asociación de Periodistas de la Televisión y la Radiofonía Argentinas perché Sos mi vida è stata trasmessa solo per una settimana nel 2007 e nessuno dei due attori ha lavorato per il resto dell'anno. Nessuno degli attori è risultato vincitore, ma la Oreiro ha vinto il premio come la miglior vestita in quell'occasione, ma questo non è un riconoscimento ufficiale.
La consegna del Premio Clarín è avvenuta alla fine del 2006 e il programma non aveva ancora finito la sua programmazione. Ha vinto nella categoria miglior commedia, superando Casados con Hijos e Alma pirata, mentre Elías Viñoles si è distinto come rivelazione maschile. Invece, Ornella Fazio non è riuscita a vincere il premio come rivelazione femminile, ottenuto da María Abadi della telenovela Montecristo. A differenza dei Martín Fierro, nei Clarín non si fa differenza tra personaggi principali e secondari, per cui Belloso è riuscito a vincere, mentre la Oreiro no, perdendo contro Erika Rivas di Casados con Hijos.
Il serial televisivo ha anche vinto il Premios Fund TV come fiction giornaliera.

### Elogi
Il quotidiano Clarín attribuisce il successo della serie a diversi fattori come la recitazione dei due attori protagonisti e degli attori secondari, le sottotrame, le iniziative di produzione e l'originalità con cui viene trattata la storia. Inoltre, la critica nota come non esista un'unica storia principale, ma anche altre con autonomia propria, tra cui quella di Constanza e Quique, Alfredo e Mercedes, La Turca e José o Debbie e Rolando Martínez. Anche la recitazione degli attori secondari è stata apprezzata dalla critica, in particolar modo quelle di Carla Peterson, Fabiana García Lago e Marcelo Mazzarello. Secondo il diario, queste caratteristiche hanno permesso al programma di emergere nonostante il tema principale, quello del rapporto tra ricchi e poveri, sia un tema ricorrente per il genere televisivo di cui tratta questo serial. Questo argomento non è usuale solo nelle telenovela in generale, ma anche in diverse argentine viste in quel periodo come Se dice amor, Collar de Esmeraldas, la riproposizione di Rosalinda, Todos quieren con Marilyn e la colombiana La Tormenta.
Da parte sua, il giornale La Nación ha elogiato gli sceneggiatori per la capacità nell'alternare l'umorismo da telecomedia e il dramma, caratteristica della telenovela e pone i capitoli più importanti al pari di opere scritte da Abel Santa Cruz, Alberto Migré o Delia Fiallo.

### Critica
Sebbene i giornali hanno riportato il successo del programma, alcune situazioni sono state oggetto di critica. Il quotidiano Clarín ha recensito negativamente i vari striptease interpretati da Facundo Arana. Un altro motivo di critica è stata la scelta di una location: visto che Carlos Belloso non poteva accompagnare la Oreiro e Arana al Campionato mondiale di calcio, si è deciso di registrare alcune scene nella Plaza General San Martín di Buenos Aires, facendo finta di essere in Germania. Inoltre, lo stesso giornale ha dichiarato che è passato troppo tempo per il primo bacio dei due protagonisti, avvenuto solamente dopo tre mesi dall'inizio della programmazione.
Anche le decisioni del canale Canal 13 sulla programmazione del serial televisivo è stato oggetto di critica. Come gli altri canali leader, il programma inizia spesso in ritardo anche di 30 o 40 minuti, portando a conflitti con gli altri canali e con l'autorità locale Autoridad Federal de Servicios de Comunicación Audiovisual (Comfer), l'istituto che regolava in quel tempo la programmazione televisiva. Inoltre, è stato criticato l'ultimo episodio perché è durato mezz'ora in più rispetto al solito seguito dalla prima visione della telenovela Son de Fierro. Questa programmazione è stata pensata per competere contro la prima visione della serie televisiva Hechizada di Telefe e il reality show Gran Hermano, ma il quotidiano La Nación ha ritenuto che anche l'ultima puntata debba avere la stessa lunghezza delle precedenti.

## Riconoscimenti
- 2006 - Premios Fund TV[62]
  - Vinto - Fiction giornaliera.
- 2006 - Premio Clarín[61][72]
  - Vinto - Fiction giornaliera commedia.
  - Vinto - Attore di commedia a Carlos Belloso.
  - Vinto - Rivelazione maschile a Elías Viñoles.
  - Nomination - Attrice di commedia a Natalia Oreiro.
  - Nomination - Rivelazione femminile a Ornella Fazio.
- 2006 - Premio Martín Fierro[16]
  - Vinto - Miglior telecomedia.
  - Vinto - Attore protagonista di commedia/umoristico a Facundo Arana.
  - Vinto - Attrice protagonista di commedia/umoristico a Natalia Oreiro.
  - Vinto - Attore di reparto in commedia a Carlos Belloso.
  - Nomination - Attore di reparto in commedia a Alejandro Awada.
  - Nomination - Attore di reparto in commedia a Marcelo Mazzarello.
  - Nomination - Attrice di reparto in commedia a Monica Ayos.
  - Nomination - Attrice di reparto in commedia a Claudia Fontán.
  - Nomination - Attrice di reparto in commedia a Carla Peterson.
  - Nomination - Partecipazione speciale in fiction a Leticia Brédice.
  - Nomination - Tema musicale originale a Gilda e Juan Carlos Giménez.
- 2007 - Premio Martín Fierro[60]
  - Nomination - Attore protagonista di commedia a Facundo Arana.
  - Nomination - Attrice protagonista di commedia a Natalia Oreiro.
  - Nomination - Attore di reparto in commedia a Mike Amigorena.
  - Nomination - Attore di reparto in commedia a Marcelo Mazzarello.